# Trimerotropis modesta
Trimerotropis modesta es una especie de saltamontes perteneciente a la familia Acrididae. Se encuentra en Norteamérica, desde Utah y Colorado hasta el sur de México. Se lo encuentra en zonas montañosas.